# Gudrun Stock
Gudrun Stock (Deggendorf, 23 de maio de 1995) é uma desportista alemã que compete no ciclismo nas modalidades de pista e rota.
Ganhou uma medalha de bronze no Campeonato Mundial de Ciclismo em Pista de 2020 e duas medalhas no Campeonato Europeu de Ciclismo em Pista, prata em 2019 e bronze em 2018.

## Medalheiro internacional
| Campeonato Mundial | Campeonato Mundial         | Campeonato Mundial | Campeonato Mundial      |
| Ano                | Lugar                      | Medalha            | Competição              |
| ------------------ | -------------------------- | ------------------ | ----------------------- |
| 2020               | Berlim ( Alemanha)         | Medalha de bronze  | Perseguição por equipas |
| Campeonato Europeu |                            |                    |                         |
| Ano                | Lugar                      | Medalha            | Competição              |
| 2018               | Glasgow ( Reino Unido)     | Medalha de bronze  | Perseguição por equipas |
| 2019               | Apeldoorn ( Países Baixos) | Medalha de prata   | Perseguição por equipas |